# Cherie Piper
Cherie Piper, född 29 juni 1981 i Toronto, kanadensisk ishockeyspelare. Har spelade i det kanadensiska landslaget mellan 2001 och 2013. Under sin tid i landslaget vann hon bland annat ett VM-guld och två OS-guld. På klubbnivå spelade on bland annat för Dartmouth Colleges idrottsförening Dartmouth Big Green.